# Georges Théodore Renaud
Pour les articles homonymes, voir Renaud (homonymie).
Georges Théodore Renaud (Semelay, 10 octobre 1875 – Nevers, 5 juin 1947) est un architecte français.

## Biographie
Georges Théodore Renaud naît en 1875 dans la Nièvre. Élève de l’École des Beaux-Arts de Paris de 1897 à 1903, il suit les cours de Paulin. Après cette formation, il exerce un moment à Paris, où il se marie en 1904, puis il s’installe à Nevers. Il édifie des églises, des presbytères, des châteaux, des immeubles, des villas et des monuments aux morts.
Dans la Nièvre, son œuvre la plus connue est l'église Notre-Dame de Bethléem de Clamecy, consacrée en 1927. Il réalise aussi des travaux dans les églises de Brinon-sur-Beuvron, Moraches, Neuvy-sur-Loire, Saint-Germain-Chassenay, Saint-Honoré-les-Bains et Saint-Ouen-sur-Loire. Il élève le clocher de l’église Notre-Dame du Suprême Pardon à Chiddes. Il construit l’église Saint-Lazare à Nevers. Il rénove le château de Fléty et celui dit des Bordes à Urzy, celui de Villars à Saint-Parize-le-Châtel et celui de Saint-Loup. Il bâtit plusieurs immeubles à Nevers, un hôtel particulier rue Hoche, et une villa à Semelay. 